# Schlacht von Baghuz
Die Schlacht von Baghuz, oder Schlacht um al-Baghuz-Faqwani, war die Entscheidungsschlacht im Kampf gegen den Islamischen Staat im Irak und der Levante (ISIL). Diese hatten im Juni 2014 ein Kalifat ausgerufen, das als staatenähnliches Gebilde Territorien in Irak und Syrien beanspruchte. Nach großen Gebietsgewinnen gingen deren gegnerische Streitkräfte ab 2016 in die Offensive, unterstützt von Luftangriffen durch die Operation Inherent Resolve. Bis Januar 2019 war ISIL niedergerungen, bis auf einen kleinen Flecken im Tal des mittleren Euphrat-Flusses. In der Nähe der Ortschaft al-Baghuz Faqwani kam es zu Kämpfen mit Demokratischen Kräften Syriens (SDF), die erst am 23. März 2019 beendet wurden.

## Ausgangslage

Übersichtskarte des Gefechtsgebietes

Durch die Wirrungen der Besetzung des Irak 2003–2011 nach dem Dritten Golfkrieg warben islamistische Gruppierungen fähige Militärs und Geheimdienstler des ehemaligen irakischen Staates an. Im Zuge des Bürgerkrieges in Syrien seit 2011 breiteten sich diese auf syrisches Territorium aus. Der syrische Zentralstaat war dabei zu schwach, um die Gebiete im Norden und Osten des Landes zu kontrollieren. Zum Hauptgegner von ISIL entwickelten sich dort vor allem die kurdischen Kämpfer der Volksverteidigungseinheiten YPG/YPJ. Die internationalen Partner gegen den IS versorgten diese mit Waffen und militärischer Ausbildung, was deren Schlagkraft drastisch erhöhte.
Verbunden mit anderen syrischen Rebellengruppen standen sich Anfang 2019 etwa 15.000 Kämpfer der kurdisch-geführten SDF gegen etwa 5000 verbliebene Kämpfer der ISIL am Nordufer des Euphrat zum letzten Gefecht gegenüber. In der Grenzregion zwischen Irak und Syrien liegen die Streusiedlungen der Ortschaft al-Baghuz Faqwani auf syrischem Gebiet. Der Fluss windet sich um die Ortschaft und liegt so auch nordwestlich an, wo die letzte Brücke Baghuz-Bukhamal noch stand. Soldaten der syrischen Regierung sorgten am Südufer dafür, dass die ISIL-Kämpfer nicht über den Fluss versorgt werden konnten. Unter den ISIL-Kämpfern wurden viele ausländische Islamisten vermutet, die nicht in regionalen Stämmen untertauchen konnten und bis zum Tode kämpfen würden.
Bis zum 1. Februar waren die ISIL-Kämpfer auf einen Bereich von etwa vier Quadratkilometern zurückgedrängt worden. Da zehntausende Zivilisten aus dem eingeschlossenen Gebiet strömten, unterbrach man die Angriffe für etwa zehn Tage. Als offizieller Beginn der Schlacht von Baghuz gilt der 9. Februar 2019. An jenem Tag erfolgte ein Besuch der französischen Verteidigungsministerin Florence Parly in der französisch-amerikanischen Feuerunterstützungsbasis Saham, in der sie die volle Unterstützung der Bodentruppen der SDF ausrief.

## Verlauf
Zu Beginn der Schlacht vermuteten die vereinigten Streitkräfte, dass ein Großteil der Zivilisten geflohen seien und etwa 400 bis 1000 Kämpfer im eingeschlossenen Gebiet verblieben. Die Schlacht begann mit heftiger Bombardierung durch Artillerie und US-Bomber am Nachmittag des 9. Februar. Die Kämpfe währten bis in die Nacht, wobei Kämpfe an der Brücke als auch ein Gegenangriff der ISIL um vier Uhr morgens abgewehrt wurden. Über den freigehaltenen Fluchtkorridor wurden etwa 200 Zivilisten empfangen.
Die SDF-Kämpfer trafen auf ein Netzwerk von Tunneln und verminten Bereichen, die aufwändig gesäubert werden mussten. Der tägliche Geländegewinn sank daher bis zum 14. Februar wieder ab. Am 16. Februar meldete der SDF Kommandeur Jiya Furat, dass ISIL nur ein Gebiet von 700 Metern verblieb. Am 19. Februar gab es ein Ultimatum an die eingeschlossenen Kämpfer sich zu ergeben. Dutzende von Lastern mit Frauen und Kindern nutzten die Feuerpause, um aus der Enklave zu fliehen. In der Nacht zum 20. Februar erfolgten noch zwei Luftangriffe in das Gebiet hinein.

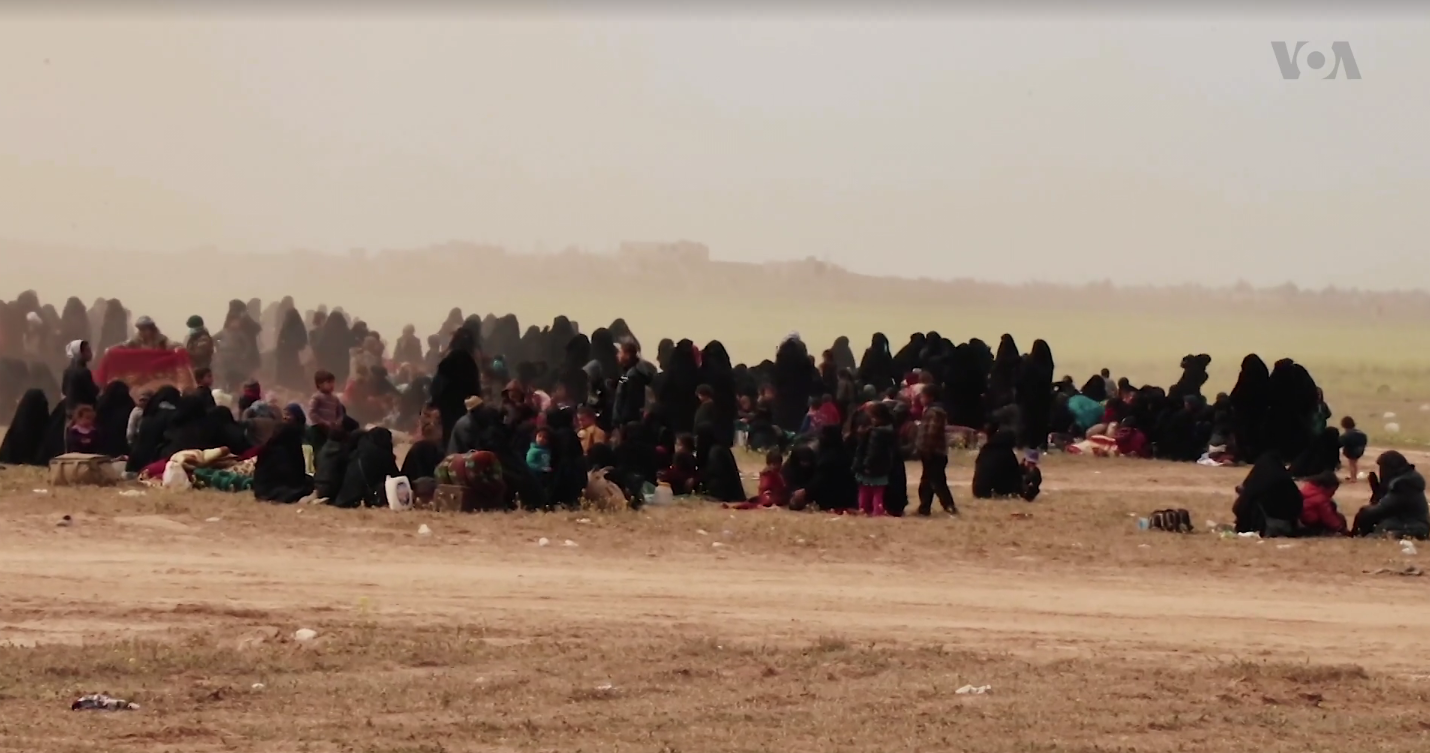
Lager mit geflüchteten Familien von IS-Kämpfern

Am 20. Februar gab es Schätzungen, wonach laut SDF etwa 120 bis 300 Kämpfer erwartet wurden, und mindestens 100 verbliebene Zivilisten. Die UN vermutete etwa eingeschlossene 200 Familien. Mit den letzten Angriffen vermutete die SDF, dass die restlichen Zivilisten bis zum 21. Februar das Gebiet verlassen würden. Beim weiteren Vorrücken zeigten sich die Kräfte überrascht über die vielen Zivilisten, auf die sie trafen. Das UNOCHA in Syrien gab am 26. Februar an, dass in letzten Tagen über 9000 Menschen geflohen seien, zu 99 % Frauen und Kinder. Bis zum 1. März stieg die geschätzte Zahl der Geflüchteten im Februar auf etwa 15.000 Menschen an. Darunter waren auch die Frauen und Kinder der ISIL-Kämpfer, die sich teils in den Screening-Centern (Aufnahmelagern) zu erkennen gaben.
Am Abend des 1. März 2019 wurden die Angriffe der SDF wieder aufgenommen. Deren Angaben zufolge erstreckte sich das verbleibende Gebiet nur auf einige Zeltstädte, die über Tunnel verbunden waren. In den Tunneln und Höhlen versteckten sich die ISIL-Kämpfer, bereit zu heftigem Widerstand.
Am 4. März berichtete die SDF, dass sie immer noch auf Zivilisten trafen, die offensichtlich als menschliche Schutzschilde eingesetzt wurden. Sie richteten einen Fluchtkorridor ein, über den an jenem Tag etwa 500 Menschen das Gebiet verließen. Darunter wurden etwa 150 ISIL-Kämpfer vermutet. Am 5. März flohen etwa 3000 Menschen aus dem Gebiet. Am 6. März ergaben sich 400 ISIL-Kämpfer. Diese Kämpfe währten bis zum 10. März 2019.
Am Abend des 10. März wurden Luftangriffe auf vermutete Waffenlager geflogen. Die ISIL-Kämpfer antworteten und schickten dabei auch Selbstmordattentäter in die gegnerische Front. Die SDF meldete für den 11. März eine Reihe von Verlusten. ISIL veröffentlichte an jenem Tag einen letzten Propagandafilm. Am folgenden Tag ergaben sich hunderte Kämpfer, teils mit ihren Familien. Am 13. März wurde gemeldet, dass sich in den letzten zwei Tagen über 3000 Menschen ergaben.

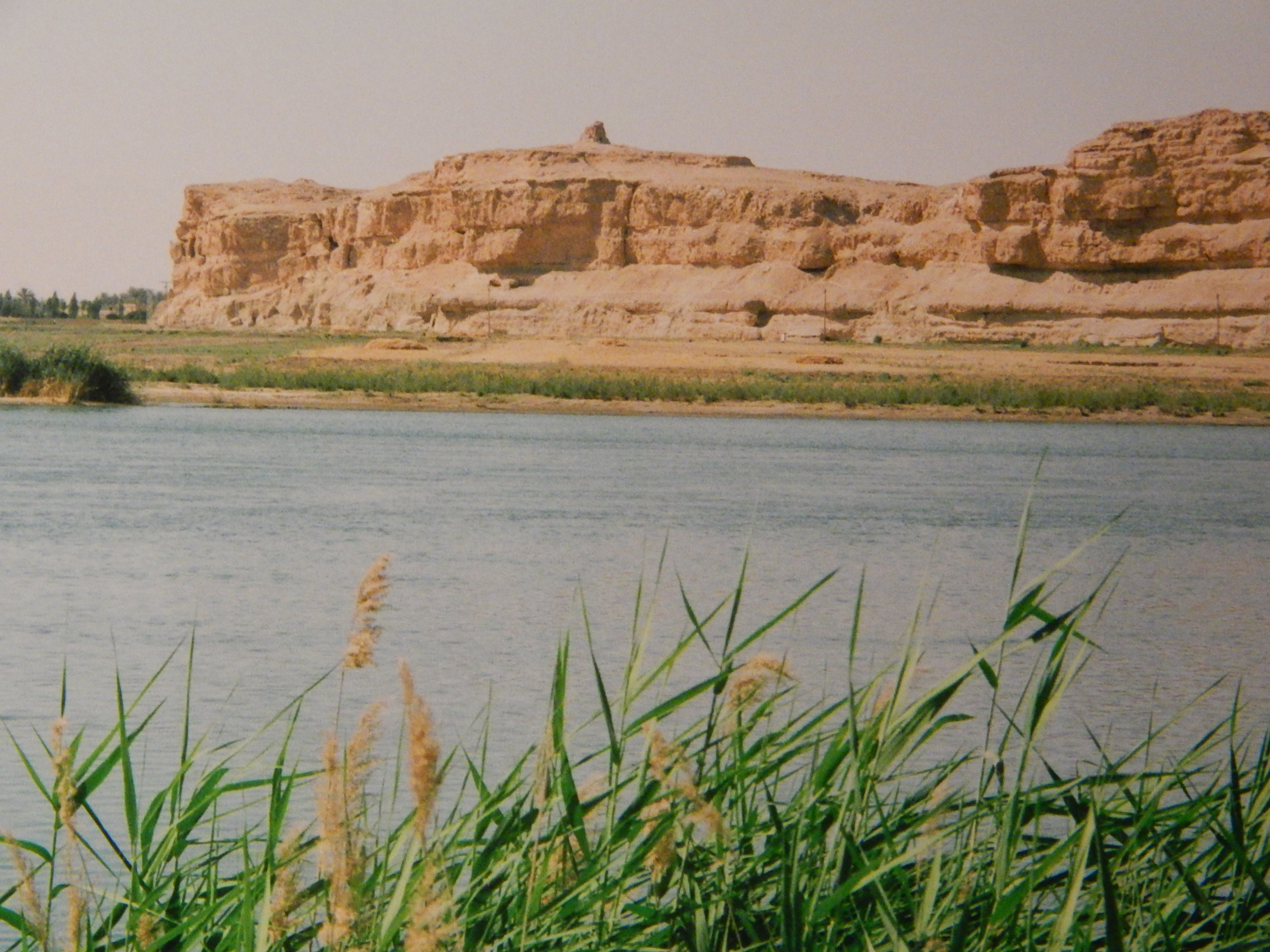
Unter den Hängen des Jabal Baghuz wurden tiefe Tunnel gegraben (Bild von 2014)

Am 17. März meldete die SDF, dass seit Beginn der Schlacht 34.000 Zivilisten das Gebiet verlassen hätten, darunter etwa 5000 Kämpfer. 1306 ISIL-Kämpfer seien getötet und 520 gefangen genommen. Eigene Verluste bezifferten sie auf 11 Tote und 61 Verletzte. Am 18. März 2019 trafen vorrückende Truppen vor allem auf Verletzte, vermuteten aber in einem Netz von Tunneln und Höhlen bis zu 5000 ISIL-Kämpfer.
Das verbleibende Gebiet unter den Hängen des Baghuz-Kliffs (Jabal Baghuz) wurde am 18. März mit massiven Luftschlägen eingedeckt. Zugänge zu Tunneln unter dem Kliff wurden dabei eingeebnet. Diese Bombardierung am Kliff wurde später noch kritisch untersucht.
Am 18. und 19. März meldete die SDF deutlich voranzukommen, wobei sie in dem letzten Lager der ISIL hunderte verwundete Kämpfer gefangen nahmen. Der SDF Sprecher Mustafa Bali erklärte, dass sich nun nur noch einzelne Nester am Ufer des Euphrat befinden, die dort zwischen dem eingenommenen Lager und dem Fluss festsitzen. Am 20. März gab US-Präsident Donald Trump in einer Rede im Joint Systems Manufacturing Center in Lima (Ohio) bekannt, dass die letzten Stellungen noch an diesem Tage („by tonight“) ausgelöscht sein würden. Tatsächlich ging die SDF aber ohne Eile vor, suchte sorgfältig nach Sprengfallen und verdeckten Tunneln und Stellungen. Am 23. März wurde offiziell der Sieg erklärt. Vor Ort wurde eine SDF-Flagge gehisst, obwohl noch vereinzelte Schüsse und Mörserfeuer zu hören waren. Die Siegesrede des US Diplomat William Roebuck wurde am al-Omar Ölfeld einige Kilometer weiter nördlich abgehalten. Der französische Präsident Emmanuel Macron wies darauf hin, dass mit dem Sieg über ISIL der Kampf gegen Terrorgruppen dennoch weitergehen muss.
Am 27. oder 28. März ließ die US-Luftwaffe noch 3 Bunkerbrecher auf befestigte Höhlen am Baghuz-Kliff abwerfen. Am 2. April meldete die SDF weiter Gefechte, die in kleinen Gruppen aus Hinterhalten vorgetragen werden, was durch die bestehenden Tunnel und Höhlen ermöglicht wird. Am 22. April wird ein Ausbruchsversuch einer großen Gruppe von Kämpfern über den Fluss gemeldet, der von der syrischen Armee zurückgeschlagen wird. Am 29. April erklärt Abu Bakr al-Baghdadi in einem Propagandavideo nebenläufig, dass die Schlacht von Baghuz vorbei ist.

### Bombardierung am Kliff
In einer späteren Untersuchung stellte sich heraus, dass bei der Bombardierung vom 18. März zahlreiche Zivilisten getöteten wurden. Ein Bericht der New York Times vom 14. November 2021 nennt 80 getötete Personen, wovon 64 Zivilisten waren. Dave Philipps und Eric Schmitt von der New York Times erläuterten, wie ein F-15E-Kampfjet ohne Vorwarnung eine 500-Pfund-Bombe auf die Zivilisten warf. Als sich der Rauch auflöste, stolperten einige Leute Deckung suchend davon. Ein Jet, der sie verfolgte, warf eine 2000-Pfund-Bombe ab. Eine dritte tötete die meisten Überlebenden, während US-Militärs in Katar dies mit einer Überwachungsdrohne über dem Tatort verfolgten. Hochauflösendes Filmmaterial belegte, dass sich zwei oder drei Bewaffnete nahe der Menge befanden ohne zu kämpfen – was keine Bombardierung rechtfertigte. „Wer hat das fallen lassen?“ tippte ein Analyst in das abgesicherte Chat-System, womit man Angriffe protokolliert. In einer ersten Bewertung dokumentierte man 70 Todesopfer.
Die vorsätzliche Bombardierung von Zivilisten wurde sorgsam geheim gehalten, schrieben Philipps und Schmitt. Der Ort der Massakers wurde planiert; Beweise wurden gelöscht; Militärprotokolle verfälscht und Ermittlungen behindert. Obwohl der unabhängige Generalinspekteur des Pentagons eine Untersuchung einleitete, „wurde jede Erwähnung der Bombardierung entfernt“. Die geheime Spezialeinheit „Task Force 9“, die US-Bodenoperationen in Syrien leitete, schrieb im Mai 2019 in einem Bericht, dass nur vier Zivilisten getötet wurden und der Bombenabwurf rechtmäßig in Notwehr erfolgte. Die Morde kamen ans Licht, da Oberstleutnant Dean W. Korsak als zuständiger Militärjurist der Air Force, der bei der Beobachtung des Massakers am Luftwaffenstützpunkt von Katar anwesend war, befahl, Beweise, auch Videos, zu sichern.
Er forderte Vorgesetzte auf, eine Untersuchung wegen Kriegsverbrechen einzuleiten. Da sie dies ablehnten, alarmierte er den unabhängigen Generalinspekteur des Pentagon. Anfang 2021 informierte Korsak den Streitkräfteausschuss des Senats zu jener Vertuschung. „Hohe US-Militärbeamte vertuschen die absichtliche Bombardierung systematisch.“ Korsak schrieb, es sei wahrscheinlich, dass „die höchsten Regierungsebenen nicht wussten, was vor Ort geschah“.
Als Korsak das Office of Special Investigations der Air Force alarmierte, antwortete ein Major der Air Force, dass das Büro das Massaker wohl nur untersuche, wenn es ein „Potenzial für hohe Medienaufmerksamkeit, Besorgnis über den Aufschrei der örtlichen Gemeinde/Regierung oder sensible Bilder gebe.“ Das Verteidigungskomitee im Senat befragte Korsack, da es von Gene Tate, einem Ermittler im Büro des Generalinspekteurs des Pentagon, angesprochen wurde. Tate sagte der New York Times, er erlebte ähnliche Vertuschungen. „Die Führung war entschlossen, das zu verschweigen. Niemand wollte etwas damit zu tun haben. Man verliert das Vertrauen in das System, wenn die Leute versuchen, das Richtige zu tun, aber niemand in Führungspositionen es hören will.“
Da Tate weiterhin diese Bedenken äußerte, wurde er im Oktober 2020 „aus seiner Position entfernt und von Sicherheitskräften aus dem Gebäude eskortiert“.
Nach der Veröffentlichung äußerte sich das Central Command erstmals zum Vorwurf der Kriegsverbrechen in Baghuz. Es bestritt die Zahl getöteter Zivilisten und erklärte gemäß dem verfälschten Bericht der Task Force 9, nur vier Zivilisten wären getötet worden. Laut New York Times behauptete eine US-Militärerklärung, 60 der Toten waren möglicherweise keine Zivilisten, „weil Frauen und Kinder im Islamischen Staat manchmal zu den Waffen griffen“. Die Zeitung nannte die Vertuschung Teil eines generellen Musters von US-Streitkräften, Angriffe auf Zivilisten zu verheimlichen und die Zahl der Todesopfer zu vertuschen. Laut der Zeitung glaubten einige Beamte, dass die Task Force 9 „systematisch Sicherheitsvorkehrungen umging, die Todesopfer unter Zivilisten vermeiden sollen.“

## Folgen
Im Rahmen der Schlacht wurden tausende IS-Kämpfer aus fremden Staaten festgesetzt. In einigen europäischen Staaten entbrannte ein Streit darüber, ob man diese Staatsbürger zurückführen und in ihrem Land vor Gericht stellen sollte, oder ob man dies den siegreichen Streitkräften und Ländern überlassen sollte.
Mit dem Ende der Kämpfe wird eine Unterstützung zur Reintegration der Truppen notwendig. Die USA rechnen mit 200 bis 300 Millionen Dollar für 2020, die großteils für paramilitärische Kräfte der Polizei aufgewendet werden.
Die verbliebenen Angehörigen von IS-Kämpfern flohen vor allem nach al-Haul. Diese Flüchtlingsstadt wuchs während der Schlacht von Baghuz von unter 10.000 auf etwa 72.000 Personen an. Die radikalsten Angehörigen der Kämpfer des islamischen Staates, eine 10.000 Personen umfassende Gruppe, wurde in al-haul in einem abgesperrten Bereich interniert. Die verbliebenen IS-Kämpfer aus der Schlacht von Baghuz zogen sich in die syrische Wüste und die syrisch-irakische Grenzregion zurück. In Syrien operierten IS-Kämpfer im Jahr 2020 vor allem in der Wüste westlich des Euphrat in den Provinzen Deir ez-Zor (wo sie die Soldaten der Streitkräfte Syriens in as-Suchna angriffen) und Homs.
Insgesamt hatten sich bis zu 80.000 Anhänger und Kämpfer des IS im Zuge der Schlacht von Baghuz ergeben. Bis zu 12.000 in Gewahrsam genommene IS-Kämpfer waren Stand Januar 2022 noch in Gefängnissen in al-Hasaka, Kobane und Qamischli interniert.